# Alice Schalek
Alice Theresa Emma Schalek, född 21 augusti 1874 i Wien, död 6 november 1956 i New York, var en österrikisk journalist, fotograf och författare. Hon var den första professionella kvinnliga foto- och resejournalisten i Österrike, och den första och enda kvinnliga medlemmen av Österrikes Kriegspressedienst (enhet för krigsinformation) under första världskriget. Hennes fotografier och reportage präglas av att hon var en av få som tog sig till farliga områden nära krigets fronter. Karl Kraus kritiserade henne hårt i sina skrifter.

## Biografi
Schalek föddes 1874 i Wien. Hennes föräldrar Heinrich Schalek och Clara, född Ettinger, var judiska emigranter från Böhmen. Familjen hade starka kopplingar till press- och medieområdet. Fadern drev den första österrikiska annonsbyrån,  som hennes bror Norbert Schalek sedermera tog över. Utöver honom hade Schalek en äldre bror, advokaten Rudolf Schalek, och en syster, Melanie Gaertner, som utvandrade till USA.
Schalek fick en gedigen skolgång och gick fyra år i Städtisches Pädagogium och sex år i Lyzeum des Frauenerwerbvereines, ett flickgymnasium. Hon talade utöver tyska flytande franska och engelska samt en del italienska. Schalek konverterade 1904 till protestantismen. Hon var en hängiven bergsklättrare och blev medlem i den österrikiska bergsklättrarklubben.
Innan Schalek började skriva journalistik under första världskriget anordnade hon evenemang och utställningar för att samla in pengar till kriget. För det arbetet tilldelades hon Salvator-Medaille der Stadt Wien av Wiens borgmästare.
Schalek hade en förmåga att få intervjuer och samtal med viktiga och inflytelserika personer, till exempel Albert Einstein, George Bernard Shaw, Rabindranath Tagore och Mahatma Gandhi. Privat var hon nära vän med Stefan Zweig, spelade tennis med Arthur Schnitzler och hade en livlig korrespondens med Marie von Ebner-Eschenbach.
1939, efter Anschluss, tvingades Schalek sluta arbeta i Österrike. Hon arresterades av Gestapo efter att de påträffat fotografier av henne från en resa till Brittiska Palestinamandatet. Därefter gick Schalek i exil i London och New York, där hon bodde fram till sin död 1956. Schalek gifte sig aldrig.

## Författarskap och journalistik
1902 gav Schalek ut en roman, Wann wird es tagen, under pseudonymen Paul Michaely, en roman som väckte viss uppmärksamhet. År 1905 gav hon ut ytterligare två romaner: Das Fräulein och Auf dem Touristendampfer. Dessa gav hon dock ut under eget namn, trots att kvinnliga författare inte var allmänt accepterade i Österrike, särskilt inte i mer högkulturella kretsar.
Mellan 1903 och 1935 skrev Schalek feuilletoner åt Neue Freie Presse och blev även redaktör för feuilletondelen i tidningen. Mellan 1904 och 1913 skrev hon även populära och uppmärksammade resereportage från Japan, Australien, Sydostasien, Palestina, Egypten och Indien. Hon gav även ut tre böcker med resereportage.
1910 inledde Schalek en serie offentliga föreläsningar i Österrike, där hon även visade upp sina fotografier. Hon blev på det viset den första kvinnan att hålla föreläsningar vid Urania, Wiens centrum för vuxenutbildning, 1912. Schalek hade ett starkt engagemang för kvinnors plats i samhället. Schalek satt bland annat i styrelsen för föreningen för kvinnliga författare och konstnärer i Wien. Hon var även den enda kvinnliga medlemmen i Concordia, en förening för journalister och författare. I sina tidiga romaner skildrade hon utöver de resor hon företog dessutom kvinnoteman, vilket var ett ämne som hon också skildrade i sina resefotografier. Hon blev också aktiv i den österrikiska förgreningen av American Business and Professional Women's Club och Soroptimistklubben.
1915 blev Schalek den första kvinnliga reportern och fotografen vid Österrike-Ungerns enhet för krigsinformation. Rent estetiskt är Schaleks fotografier ofta något amatörmässiga, delvis ett resultat av att kvinnor kunde börja utbilda sig inom fotografi i Wien först 1908. I flera av fotografierna är fokus otydligt, och viktiga delar bortskurna. Hennes fotografier präglades dock av att hon var en av få fotografer som reste till farliga områden i Tyrolen, Serbien och Galizien för att intervjua soldater och ta fotografier. Bland annat fotograferade hon vid slagen vid Isonzo. När Schalek var tillbaka i Wien höll hon föreläsningar om sina erfarenheter från fronten, för många tiotusentals personer.
På grund av hennes journalistik från krigsfronten tilldelade den österrikiska regeringen 1917 Schalek medaljen Goldenes Verdienstkreuz mit der Krone am Bande der Tapferkeitsmedaille. Schalek fick dock även hård kritik av författare som Karl Kraus för att förhärliga krig och blodiga strider. Schalek häcklas i Kraus pjäs Die letzten Tage der Menschheit och han såg henne som det värsta exemplet på krigshetsande journalister. Han kallade henne bland annat för "stridsfältets hyena". 1916 stämde Schalek Kraus för förtal, eftersom han kallat henne för en "judinnejournalist". 1919 drog hon tillbaka stämningen, även om hon redan 1917 hade stängts av från krigsinformationsenheten på grund av Kraus attacker.
Efter kriget fortsatte Schalek att skriva reseessäer om länder i Asien, Nord- och Sydamerika och Afrika. Under mellankrigstiden blev hennes verk i högre grad politiska och samhällskritiska, och fokuserade framförallt på att främja underprivilegierade kvinnors rättigheter.

## Eftermäle
Morscher och Galvin konstaterar att Schalek för eftervärlden sannolikt i högst grad är känd på grund av den dräpande kritik som Karl Kraus riktar mot Schalek i Die letzten Tage der Menschheit och Die Fackel. I samband med en utställning om Kraus 1999 vid Jüdisches Museum Wien bad Krausforskaren och tyskprofessorn Sigurd Paul Scheichel museet att också förära Schalek med en utställning, eftersom hon i det österrikiska allmänna medvetandet bara finns kvar som Kraus beskrivit henne.
En sådan utställning förverkligades och byggde i hög grad på fotografier som hade införskaffats av Österrikes nationalbibliotek från Second Presbyterian Church, New York. Kyrkans pastor behövde 1979 samla in pengar för att kunna renovera orgeln och kom då att tänka på ett antal fotoalbum med omkring 6 000 fotografier som Schalek hade skänkt till kyrkan nästan 30 år tidigare. Fotografierna kom från hela världen, Mellanöstern, Nordafrika, Östasien, Sydostasien, Australien, Nya Zeeland, Indien, Afrika, Sydamerika, öar i Stilla havet, Balkan och Medelhavet. Varje foto hade handskrivna noteringar om tid och plats och tidsmässigt hade bilderna tagits mellan 1903 och 1935. Eftersom kyrkans medlemmar ansåg att fotografierna kunde vara av värde försökte de sälja dem för att få pengar till orgelrenoveringen. Bilderna utbjöds först till American Museum of Natural History men museet ansåg att bara en liten del var av värde. Man försökte också auktionera ut bilderna, men fick inte tillräckligt intresse. Av en händelse råkade museichefen vid Heeresgeschichtliches Museum i Wien, Johann Allmayer-Beck, befinna sig i New York i samband med en visning vid Austrian Cultural Forum New York. Han insåg fotografiernas värde och rekommenderade Walter Wieser, bibliotekschef vid Österrikiska nationalbiblioteket, att köpa fotografierna, vilket också skedde.
I samband med utställningen 1999 utgavs en serie artiklar och skrifter om Schalek, som behandlade såväl hennes skrivande som hennes fotografier. Detta innebar ett visst nyväckt intresse för Schalek, även om utställningen också i hög grad speglade Kraus bild av Schalek som en krigshetsande journalist.

### Som Paul Michaely
- Wann wird es tagen. Ein Wiener Roman. Wien: 1902.
- Das Fräulein. Wien: 1905.

### Som Alice Schalek
- Auf dem Touristendampfer. Wien: 1905
- Schmerzen der Jugend. Wien: 1909
- Indienbummel. Berlin: 1912
- Tirol im Waffen. Kriegsbericht von der Tiroler Front. München: 1915
- Am Isonzo. März bis Juli 1916. Wien: 1916
- In Buddhas Land. Ein Bummel durch Hinterindien. Wien: 1922;
- Japan, das Land des Nebeneinander. Eine Winterreise durch Japan, Korea, und die Mandschurei. Breslau: 1925;
- An den Höfen der Maharadschas. Zürich: 1929.